# Charlotte Guillard
Pour les articles homonymes, voir Guillard.
Charlotte Guillard (née v. 1480 - morte en 1557) est une imprimeuse française de la première moitié du XVIe siècle.

## Biographie
Charlotte Guillard est vraisemblablement née dans le Maine dans les années 1480. Son nom s'écrit parfois Guillart ou en latin, Carola Guillard. Ses parents étaient Jacques Guillard et Guillemyne Savary, de profession et d'origine inconnues.
En 1502, elle épouse l'imprimeur Berthold Rembolt, associé d'Ulrich Gering, lequel créa la première imprimerie en France ; il tenait boutique rue de la Sorbonne à l’enseigne du Soleil d’or, à côté de l'église Saint-Benoît-le-Bétourné. En 1508, Gering cesse ses activités, le couple part ensuite s'installer rue Saint-Jacques. Rembolt meurt en 1519, et Charlotte prend seule en charge l'imprimerie, et ce pendant près de quarante ans.
Elle se remarie en 1520 avec Claude Chevallon, libraire ouvert aux humanistes. Ses goûts influencèrent les choix éditoriaux de Charlotte dont le catalogue comprend entre autres des œuvres d'Érasme, Pacien de Barcelone, Hilaire de Poitiers.
En concurrence avec un imprimeur vénitien, elle a également édité les oeuvres de Bernard de Clairvaux.
Sans enfants, veuve à nouveau en 1537, elle s'associe à ses neveux Jacques Bogard, Guillaume Guillard, Sébastien Nivelle et Guillaume Desboys (ou « des Boys »), qui, tous, débutent au Soleil d'or en tant que libraires. Desboys devient même son associé à compter de 1547.
L'entreprise de Charlotte semble être une véritable réussite. On ne lui connaît point de faillite, mais son rôle exact reste difficile à évaluer. Elle savait s'entourer de « chasseurs de textes », spécialistes érudits qui lui rapportaient des manuscrits.
Elle meurt en 1557, sans doute avant le mois de juillet.

## Œuvre
- Le catalogue à ce jour compterait près de 190 éditions publiées sous sa marque : « apud Carolam Guillard, sub Sole aureo »[5], parmi lesquels le Lexicon Graecolatinum de Jacques Toussain, 1552, dont elle signe la préface.

## Jugement critique
« Nous donnons place parmi les Imprimeurs corrects à charlotte Guillard, femme celebre dans l’Imprimerie, qui a surpassé toutes celles de son sexe dans la pratique de ce grand Art, s’étant signalée par un nombre considérable de bonnes Impressions fort estimées, qu’on garde curieusement dans les Bibliothèques. […] Elle écrit en l’année 1552 qu’elle soûtenoit les fatigues & les grandes dépenses de l’Imprimerie depuis cinquante ans, […] ce qui montre que cette genereuse femme partageoit aussi le poids de cette profession dans le mariage. Digne veuve, à qui on peut avec verité appliquer ces paroles de l’Ecriture : Panem otiosa non comedit. »

— André Chevillier, L’Origine de l’imprimerie de Paris